# Stephan Beckenbauer
Pour les articles homonymes, voir Beckenbauer.
Stephan Beckenbauer, né le 1er décembre 1968 à Munich et mort le 31 juillet 2015 dans sa ville natale, est un footballeur allemand.

## Biographie
Fils de Franz Beckenbauer, il est formé au poste de défenseur dans le club du Bayern Munich.
Stephan Beckenbauer commence sa carrière en 1988, avec le TSV 1860 Munich qui évolue en 5e division allemande. Après de brefs passages aux Kickers Offenbach et FC Granges, il rejoint le FC Sarrebruck, où en deux saisons, il dispute 12 matchs en 1. Bundesliga et également 12 matchs en 2. Bundesliga.
Il arrête sa carrière à 29 ans, à la suite d'une blessure au genou, et devient entraîneur des jeunes du Bayern.
Marié et père de trois enfants, Stephan Beckenbauer meurt d'une tumeur au cerveau le 1er août 2015, à l'âge de 46 ans. 